# Distrito de Fairbanks North Star
O Distrito de Fairbanks North Star é um dos 18 distritos organizados do Estado americano do Alasca. É um distrito organizado, ou seja, que possui o poder e o dever de fornecer certos serviços públicos aos seus habitantes. Sua capital é Fairbanks. Possui uma área de 19 280 km², uma população de 82 840 habitantes e uma densidade demográfica de 4 hab/km².